# Caccia
Caccia (italijansko: lov) je polifono vokalno oz. vokalno-instrumentalno glasbeno delo, ki je svoj razmah doživelo v obdobju Ars novae v 14. stoletju. Tako z besedilom kot z glasbenimi sredstvi je v tovrstnih delih prikazan lov (lovski prizori), sicer pa se je caccia najprej pojavila v Franciji kot pesniška oblika (okrog leta 1300). Francoska glasbena različica caccie, imenovana chace, je večinoma dvoglasna, italijanska pa triglasna: dva glasova pojeta v kanonski imitaciji, tretji glas pa je od tega kanona neodvisen, izvaja ga instrument, ki večinoma igra daljše notne vrednosti ali podporo zgornjemu vokalu.
V caccii so z glasbenimi in književnimi sredstvi imitirani različni lovski prizori, npr. pasji lajež, kriki lovcev, streli ipd., sam lov pa predstavlja že tehnika imitacije (en glas začne, drugi pa mu sledi oz. ga lovi). Besedila so po vzoru madrigala mestoma tudi silabično in melizmatično deklamirana in ne samo péta. Najpomembnejša pesnika caccie sta bila brata Giannozzo in Franco Sacchetti. Podobno kot pri madrigalu, je tudi shema caccie dvodelna: prvi, daljši del, je komponiran po postopku kanonske imitacije, drugi (refren) pa je svobodnejši. Lahko je pravtako komponiran v obliki kanona, lahko je homofon ali pa ga izvaja samo en glas. Tovrstna shema je bila v uporabi do 15. stoletja, ko se je začela polagoma spreminjati in izgubljati značilnosti kanona. 
V 14. stoletju so sicer s pojmom caccia označevali tudi številne druge skladbe, ki so bile skomponirane po postopku kanonske imitacije, čeprav niso bile dvodelne ali pa njihovo besedilo ni vsebovalo jambskega enajsterca, pesniškega ritma caccie. 